# The Terrors of War
The Terrors of War est un film muet américain réalisé par Francis Ford et Grace Cunard, sorti en 1917.

## Fiche technique
- Réalisation : Francis Ford, Grace Cunard
- Scénario : Francis Ford, Grace Cunard, d'après son histoire
- Durée : 20 minutes
- Genre : Drame
- Date de sortie : 
  - États-Unis : 8 avril 1917

## Distribution
- Francis Ford
- Grace Cunard